# کربن‌زدایی اکسیژن آرگون

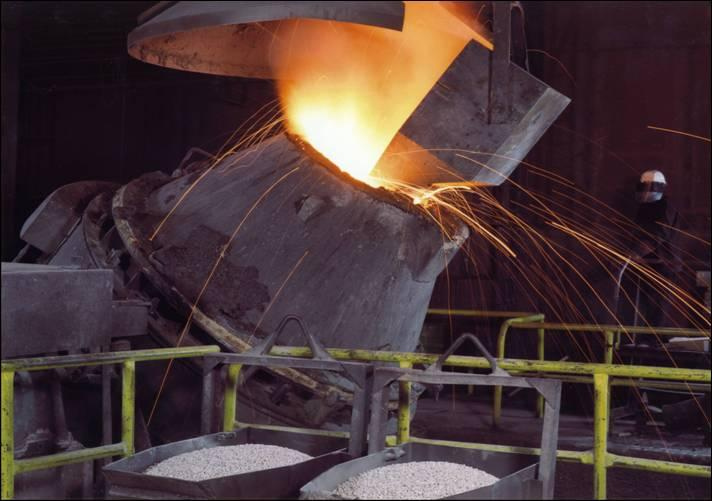
یک مخزن AOD در حال پالایش نوعی فولاد آلیاژ بالا

فرایند کربن زدایی اکسیژن آرگون (به انگلیسی: Argon oxygen decarburization) که به صورت خلاصه فرایند AOD خوانده می‌شود، فرایندی است که عمدتاً در تولید فولادهای زنگ نزن و سایر فولادهای آلیاژ بالا که حاوی عناصر قابل اکسید شدن مانند کروم و آلومینیوم هستند، از آن استفاده می‌شود. پس از اینکه مواد شارژ شده اولیه در یک فرایند و کوره دیگر ذوب شدند، ماده مذاب به مخزن‌های AOD منتقل شده و در آنجا سه مرحله پالایش و اصلاح بر روی آنها انجام می‌شود: کربن زدایی، کاهش، و گوگرد زدایی. فرایند AOD در سال ۱۹۵۴ توسط بخش Lindé از شرکت یونیون کارباید ابداع شد (نام این شرکت در سال ۱۹۹۲ به «پراکس‌ایر» تغییر داده شد.).